# Næstved (plaats)
Næstved is een stad in de Deense regio Seeland, in de gelijknamige gemeente Næstved, en telt 41.810 inwoners (2008).

## Stedenbanden
Næstved heeft een stedenband met:
- Chalon-sur-Saône (Frankrijk, sinds 2006)[2]

## Geboren
- Jacob Svinggaard (1967), voetballer
- Jacob Gram Nielsen (1976), wielrenner
- Morten Jørgensen (1985), roeier
- Simon Makienok (1990), voetballer

- Gemeinsame Normdatei: 4707974-5
- Library of Congress Control Number: n81078260
- MusicBrainz: 987c8545-9e0a-49ed-b956-7764c392d986
- Nationale Bibliotheek van Tsjechië: ge1149873
- Nationale Bibliotheek van Israël: 987007531965705171
- Virtual International Authority File: 144256751
- WorldCat: E39PBJbtpMKMGX7bcbMTmMrcyd